# Cabanillas de la Sierra
Cabanillas de la Sierra é um município da Espanha
na província e comunidade autónoma de Madrid, de área 14,07 km² com população de 697 habitantes (2007) e densidade populacional de 49,54 hab./km².

## Demografia
| Variação demográfica do município entre 1991 e 2004 | Variação demográfica do município entre 1991 e 2004 | Variação demográfica do município entre 1991 e 2004 | Variação demográfica do município entre 1991 e 2004 |
| --------------------------------------------------- | --------------------------------------------------- | --------------------------------------------------- | --------------------------------------------------- |
| 1991                                                | 1996                                                | 2001                                                | 2004                                                |
| 367                                                 | 410                                                 | 504                                                 | 582                                                 |